# Лејквју (Алабама)
Лејквју (енгл. Lakeview) град је у америчкој савезној држави Алабама. По попису становништва из 2010. у њему је живело 143 становника.

## Демографија
Према попису становништва из 2010. у граду је живело 143 становника, што је 20 (12,3%) становника мање него 2000. године.
| Група             | 2000.       | 2010.       |
| Белци             | 155 (95,1%) | 124 (86,7%) |
| Афроамериканци    | 0 (0,0%)    | 0 (0,0%)    |
| Азијати           | 0 (0,0%)    | 0 (0,0%)    |
| Хиспаноамериканци | 0 (0,0%)    | 0 (0,0%)    |
| Укупно            | 163         | 143         |